# Älschan Scharmuchamedow
Älschan Müssirbekuly Scharmuchamedow (kasachisch Әлжан Мүсірбекұлы Жармұхамедов; russisch Алжан Мусурбекович Жармухамедов Alschan Mussurbekowitsch Scharmuchamedow; * 2. Oktober 1944 in Tavaksay, Provinz Taschkent, Usbekische SSR; † 3. Dezember 2022) war ein sowjetischer Basketballspieler, der 1972 Olympiasieger und 1976 Olympiadritter war.

## Sportliche Karriere
Der 2,07 m große Älschan Scharmuchamedow gehörte in den 1960er Jahren im kasachischen Almaty zu den Spielern, die beim Aufbau eines eigenen kasachischen Basketballteams helfen sollten. 1969 wechselte er dann doch nach Moskau und spielte von 1969 bis 1979 bei ZSKA Moskau, mit diesem Verein war er außer 1975 jedes Jahr sowjetischer Meister.
Von 1967 bis 1979 spielte er für die sowjetischen Nationalmannschaft. Im Herbst 1967 fand in Finnland die Europameisterschaft statt. Die Mannschaft aus der Sowjetunion gewann das Finale gegen die Tschechoslowakische Mannschaft mit 89:77. Scharmuchmamedow erzielte in acht Spielen 29 Punkte, davon zwei im Finale.
Danach gehörte er erst 1970 wieder zum Kader bei einer großen Meisterschaft. Die Weltmeisterschaft 1970 fand in Jugoslawien statt und damit erstmals auf dem europäischen Kontinent. Sechs Mannschaften  qualifizierten sich über die Vorrunde für die Finalrunde, Jugoslawien als Gastgeber war für die Finalrunde in Ljubljana gesetzt. Die Jugoslawen gewannen den Titel, hinter den Brasilianern erhielten die Spieler aus der Sowjetunion die Bronzemedaille. Scharmuchamedow erzielte 95 Punkte in neun Spielen. Bei der Europameisterschaft 1971 in der Bundesrepublik Deutschland traf die Mannschaft aus der UdSSR im Finale einmal mehr auf die Jugoslawen und siegte mit 69:64. Scharmuchamedow erzielte 1971 in sieben Spielen 90 Körbe, davon 16 im Finale.
Bis einschließlich 1968 hatte bei olympischen Basketballturnieren immer die Mannschaft aus den Vereinigten Staaten gewonnen. Bei den Olympischen Spielen 1972 in München gewann die US-Mannschaft ihre Vorrundengruppe und die sowjetische Mannschaft die zweite Vorrundengruppe jeweils ohne Niederlage. Beide Mannschaften gewannen auch ihr Halbfinale und trafen am 9. September im Finale aufeinander. Die Amerikaner verlegten sich auf eine sehr defensive Taktik, lagen aber trotzdem bei Halbzeit mit 21:26 hinten. Sechs Sekunden vor Schluss traf der Amerikaner Doug Collins und brachte seine Mannschaft mit 50:49 in Führung. Anschließend ertönte die Schluss-Sirene. Nach Protesten der sowjetischen Mannschaft wurde die Uhr auf drei Sekunden Restspielzeit gestellt und in den letzten drei Sekunden gelang Alexander Below der Treffer zum 51:50. Nun protestierten die Amerikaner, aber die Jury bestätigte den Sieg der sowjetischen Mannschaft. Scharmuchamedow erzielte in neun Spielen 70 Punkte, davon vier im Finale gegen die Vereinigten Staaten.
Erst bei der Europameisterschaft 1975 in Jugoslawien war Älschan Scharmuchamedow wieder im Kader der sowjetischen Nationalmannschaft. Es gab eine Finalrunde, im letzten Spiel trafen die bis dahin ungeschlagenen Mannschaften Jugoslawiens und der UdSSR aufeinander und die Jugoslawen siegten mit 90:84. Scharmuchamedow warf 59 Punkte in sieben Spielen, davon vier gegen die Jugoslawen. Im Jahr darauf fanden in Montreal die Olympischen Spiele statt. Die Mannschaft der UdSSR gewann ihre Vorrundengruppe vor den Kanadiern. Im Halbfinale unterlag die sowjetische Mannschaft den Jugoslawen, konnte aber die Bronzemedaille durch einen 100:72-Sieg gegen Kanada erkämpfen. Scharmuchamedow erzielte in sieben Spielen 58 Punkte, davon zehn im Halbfinale und 14 im Spiel um den dritten Platz.
Zwei Jahre später fand in Manila die Weltmeisterschaft 1978 statt. Gastgeber Philippinen und der Titelverteidiger aus der Sowjetunion waren direkt für die Finalrunde qualifiziert, sechs Mannschaften kamen über die Vorrunde hinzu. In der Finalrunde siegten die Jugoslawen in allen Spielen, gegen die Sowjetunion endete das Spiel 105:92. Die beiden Erstplatzierten der Finalrunde trafen im Finale noch einmal aufeinander und die Jugoslawen siegten hier mit 82:81 über die Mannschaft aus der UdSSR. Älschan Scharmuchamedow warf 73 Punkte in acht Spielen, davon sechs im Finale. Zum Abschluss seiner internationalen Karriere nahm er an der Europameisterschaft 1979 in Italien teil. Die letzten drei Titel hatten die Jugoslawen gewonnen, die diesmal nur Dritte wurden. Im Finale traf die Mannschaft aus der UdSSR auf Israel und gewann mit 98:76, wobei mit Sergei Below, Iwan Jadeschka und Älschan Scharmuchamedow noch drei Spieler dabei waren, die schon acht Jahre zuvor beim letzten Europameistertitel für die Sowjetunion mitwirkten. Scharmuchamedow erzielte 56 Punkte in acht Spielen.
Nach dem Ende seiner internationalen Karriere war Älschan Scharmuchamedow noch einige Jahre als Spielertrainer aktiv und lebte auch danach in Moskau. Seine gelegentlichen Versuche, der Nationalmannschaft Kasachstans zu größerem Erfolg zu helfen, verliefen wenig erfolgreich.